# Tybory-Jeziernia
Tybory-Jeziernia – wieś w Polsce położona w województwie podlaskim, w powiecie wysokomazowieckim, w gminie Wysokie Mazowieckie.
Zaścianek szlachecki Jezierna należący do okolicy zaściankowej Tybory położony był w drugiej połowie XVII wieku w ziemi drohickiej województwa podlaskiego. W latach 1975–1998 miejscowość administracyjnie należała do województwa łomżyńskiego.
Wierni kościoła rzymskokatolickiego należą do parafii św. Michała Archanioła w Jabłonce Kościelnej.

## Historia
Wieś założona prawdopodobnie w XV w.
W 1569 r. wzmiankowana jako Usza Tybory. Wtedy to Jakub Uszyński syn Bartoszow stawił się w Drohiczynie by złożyć przysięgę na wierność królowi polskiemu. Ale już w 1580 r. miejscowość występuje pod nazwą Jezierna Thibori. W roku 1795 Jeziernia była zaściankiem szlacheckim zamieszkiwanym przez różne rody.
W roku 1827 naliczono tu 7 domów i 41 mieszkańców. Pod koniec XIX w. należała do gminy Dzięciel i parafii Jabłonka. W pobliżu kilka innych wsi tworzących tzw. okolicę szlachecką Tybory. W 1891 r. wykazano tu 11 drobnoszlacheckich gospodarstw na 137 ha ziemi.
W roku 1921 Tybory-Jezierne. We wsi było 13 budynków z przeznaczeniem mieszkalnym oraz 81 mieszkańców (39 mężczyzn i 42 kobiety). Wszyscy zgłosili narodowość polską i wyznanie rzymskokatolickie.

## Współcześnie
Od 1973 r. miejscowość należy do gminy Wysokie Mazowieckie. W roku 2000 ukończono budowę świetlicy wiejskiej, przy udziale mieszkańców. 